# Catada charalis
Catada charalis är en fjärilsart som beskrevs av Swinhoe 1900. Catada charalis ingår i släktet Catada och familjen nattflyn. Inga underarter finns listade i Catalogue of Life.